# John Lithgow
Pour les articles homonymes, voir John et Lithgow.
John Lithgow est un acteur, producteur et musicien américain, né le 19 octobre 1945 à Rochester (État de New York).
Il est connu pour avoir interprété George Henderson dans Bigfoot et les Henderson (Harry and the Hendersons) de William Dear.
À la télévision, il joue notamment pendant six saisons le Dr Dick Solomon dans la série 3rd Rock from the Sun (1996-2001), qui lui vaut trois Emmy Award du meilleur acteur dans une série télévisée comique. Dans un registre plus dramatique, il incarne le Tueur de la trinité dans Dexter (2009 et 2021) et Winston Churchill dans The Crown (2016-2019). Il est également un régulier des séries Trial & Error (2017) et Perry Mason (2020-) ainsi qu'un invité des séries 30 Rock (2009) et How I Met Your Mother (2011-2014).
Prolifique au théâtre, il remporte son premier Tony Awards en 1973 pour The Changing Room (en) puis son second en 2002 pour Sweet Smell of Success (en).

## Biographie
On le remarque d'abord dans des thrillers de Brian De Palma, Obsession, puis Blow Out. Dans les années 1980, il s'impose dans une série de seconds rôles de composition, comme Roberta Muldoon dans Le Monde selon Garp. Il apparaît également dans des films de pur divertissement comme Footloose, Les Aventures de Buckaroo Banzaï à travers la 8e dimension ou Bigfoot et les Henderson, où il alterne personnages sympathiques et rôles de méchants. C'est dans ce dernier emploi qu'il interprète, au début des années 1990, une série de rôles de tueurs en série ou de criminels dans Ricochet, L'Esprit de Caïn ou Cliffhanger : Traque au sommet. À partir de 1996, il tient le rôle du Docteur Dick Solomon dans la série télévisée Troisième planète après le Soleil. Il est également l'interprète du personnage d'Arthur Mitchell, le redoutable « Trinité » (« Trinity Killer ») de la quatrième saison de Dexter. Il apparaît aussi dans How I Met Your Mother dans le rôle du père de Barney Stinson. En 2016, il est récompensé par un Emmy Award pour son interprétation de Winston Churchill dans la série The Crown de Netflix.
Il fut le premier choix pour interpréter Emmett Brown dans le film de 1985 Retour vers le futur, mais il était indisponible et le rôle échut finalement à Christopher Lloyd.
En 2025, John Lithgow est annoncé dans la distribution de la future série télévisée Harry Potter produite pour HBO. Il interprètera le directeur de l'école de magie et de sorcellerie de Poudlard, Albus Dumbledore.

## Filmographie

### Cinéma

#### Films
- 1972 : Dealing: Or the Berkeley-to-Boston Forty-Brick Lost-Bag Blues de Paul Williams (en) : John
- 1976 : Obsession de Brian De Palma : Robert Lasalle
- 1978 : The Big Fix de Jeremy Kagan : Sam Sebastian
- 1979 : Rich Kids de Robert Milton Young : Paul Philips
- 1979 : Que le spectacle commence (All That Jazz) de Bob Fosse : Lucas Sergeant
- 1981 : Blow Out de Brian De Palma : Burke
- 1982 : I'm Dancing as Fast as I Can de Jack Hofsiss (en) : M. Brunner
- 1982 : Le Monde selon Garp (The World According to Garp) de George Roy Hill : Roberta Muldoon
- 1983 : La Quatrième Dimension (Twilight Zone: The Movie) de George Miller : John Valentine (Segment #4)
- 1983 : Tendres Passions (Terms of Endearment) de James L. Brooks : Sam Burns
- 1984 : Footloose d'Herbert Ross : Révérend Shaw Moore
- 1984 : Les Aventures de Buckaroo Banzaï à travers la 8e dimension (The Adventures of Buckaroo Banzai Across the 8th Dimension) de W. D. Richter : Lord John Whorfin / Dr Emilio Lazardo (Dr Emilio Lizardo en vo)
- 1984 : 2010 : L'Année du premier contact (2010) de Peter Hyams : Dr Walter Curnow
- 1985 : Santa Claus de Jeannot Szwarc : B.Z.
- 1986 : Mesmerized de Michael Laughlin : Oliver Thompson
- 1986 : The Manhattan Project de Marshall Brickman : Dr John Mathewson
- 1987 : Bigfoot et les Henderson (Harry and the Hendersons) de William Dear : George Henderson
- 1988 : Distant Thunder de Rick Rosenthal : Mark Lambert
- 1989 : Out Cold de Malcolm Mowbray (en) : Dave Geary
- 1990 : Memphis Belle de Michael Caton-Jones : lieutenant colonel Bruce Derringer
- 1991 : Ricochet de Russell Mulcahy : Earl Talbott Blake
- 1991 : En liberté dans les champs du seigneur (At Play in the Fields of the Lord) de Héctor Babenco : Leslie Huben
- 1992 : L'Esprit de Caïn (Raising Cain) de Brian De Palma : Carter / Cain / Dr Nix / Josh / Margo
- 1993 : Cliffhanger : Traque au sommet (Cliffhanger) de Renny Harlin : Eric Qualen
- 1993 : Love, Cheat & Steal (en) de William Curran : Paul Harrington
- 1994 : L'Affaire Pélican (The Pelican Brief) d'Alan J. Pakula : Smith Keen
- 1994 : Un Anglais sous les tropiques (A Good Man in Africa) de Bruce Beresford : Arthur Fanshawe, British High Commissioner
- 1994 : Princesse Caraboo de Michael Austin : Professeur Wilkinson
- 1994 : Silent Fall de Bruce Beresford : Dr Harlinger
- 1996 : Hollow Point de Sidney J. Furie : Thomas Livingston
- 1998 : Officer Buckle and Gloria de Christopher P. Larson : Narrateur
- 1998 : Johnny Skidmarks (en) de John Raffo : Sergent Larry Skovik
- 1998 : L'Héritage de Malcolm (Homegrown) de Stephen Gyllenhaal : Malcolm / Robert Stockman
- 1998 : Préjudice (A Civil Action) de Steven Zaillian : Juge Walter J. Skinner
- 2000 : C-Scam de Larry Gelbart
- 2002 : Orange County de Jake Kasdan : Bud Brumder
- 2004 : Moi, Peter Sellers (The Life and Death of Peter Sellers) de Stephen Hopkins : Blake Edwards
- 2004 : Dr Kinsey (Kinsey) de Bill Condon : Alfred Seguine Kinsey
- 2006 : Dreamgirls de Bill Condon : Jerry Harris
- 2008 : Confessions d'une accro du shopping (Confessions of a Shopaholic) de Paul John Hogan : Edgar West
- 2010 : Donne-moi ta main (Leap Year) d'Anand Tucker : Jack
- 2011 : La Planète des singes : Les Origines (Rise of the Apes) de Rupert Wyatt : Charles Rodman
- 2011 : Happy New Year (New Year’s Eve) de Garry Marshall : M. Cox
- 2012 : Moi, député (The Campaign) de Jay Roach : Glen Motch
- 2012 : 40 ans : Mode d'emploi (40 ans : Mode d'emploi) de Judd Apatow : Oliver
- 2014 : Interstellar de Christopher Nolan : Donald
- 2014 : The Homesman de Tommy Lee Jones : révérend Dowd
- 2014 : Love Is Strange d'Ira Sachs : Ben
- 2016 : Mr. Wolff (The Accountant) de Gavin O'Connor : Lamar Blackburn
- 2016 : Miss Sloane de John Madden : Ron M. Sperling
- 2017 : Very Bad Dads 2 (Daddy's Home 2) de Sean Anders : Mr. Whitaker
- 2017 : Beatriz at Dinner de Miguel Arteta : Doug
- 2017 : Pitch Perfect 3 de Trish Sie : Fergus
- 2019 : Simetierre (Pet Sematary) de Kevin Kölsch et Dennis Widmyer : Jud Crandall
- 2019 : Late Night de Nisha Ganatra : Walter Lovell
- 2019 : The Tomorrow Man (en) de Noble Jones : Ed
- 2019 : Scandale (Bombshell) de Jay Roach : Roger Ailes
- 2023 : Sharper de Benjamin Caron : Richard Hobbes
- 2023 : Killers of the Flower Moon de Martin Scorsese : procureur Peter Leaward
- 2024 : Cabrini d'Alejandro Monteverde : Calloway
- 2024 : Conclave d'Edward Berger : le cardinal Tremblay
- 2024 : The Rule of Jenny Pen de James Ashcroft : Dave Crealy
- 2025 : Jimpa de Sophie Hyde : Jimpa

#### Films d'animation
- 2000 : Les Razmoket à Paris, le film (Rugrats in Paris: The Movie - Rugrats II) : Jean-Claude
- 2001 : Shrek d'Andrew Adamson et Vicky Jenson : Lord Farquaad
- 2003 : Shrek 3D de William Steig : le spectre de Farquaad

### Télévision

#### Téléfilms
- 1973 : The Country Girl : Paul Unger
- 1977 : Secret Service de Peter Levin : capitaine Thorne
- 1980 : The Oldest Living Graduate : Clarence
- 1980 : Mom, the Wolfman and Me : Wally
- 1980 : Big Blonde
- 1982 : Not in Front of the Children : Richard Carruthers
- 1983 : Le Jour d'après (The Day After) de Nicholas Meyer : Joe Huxley
- 1984 : The Glitter Dome : sergent Marty Wellborn
- 1986 : Resting Place de John Korty : major Kendall Laird
- 1987 : Baby Girl Scott : Neil Scott
- 1989 : Traveling Man : Ben Cluett
- 1990 : Ivory Hunters : Robert Carter
- 1991 : The Boys : Artie Margulies
- 1993 : Fausse Piste (The Wrong Man) de Jim McBride : Phillip Mills
- 1993 : The Country Mouse & the City Mouse: A Christmas Tale : Alexander
- 1995 : Le Sang du frère (My Brother's Keeper) de John Badham : Tom & Bob Bradley
- 1995 : Redwood Curtain : Laird Riordan
- 1995 : Pilotes de choix (The Tuskegee Airmen) de Robert Markowitz : Sen. Conyers
- 2000 : Don Quichotte de Peter Yates : Don Quixote de La Mancha / Alonso Quixano (également producteur)

#### Séries télévisées
- 1995 : Les Contes de la crypte (épisode : You, Murderer)
- 1996-2001 : Troisième planète après le Soleil (3rd Rock from the Sun) : Dr Dick Solomon
- 2009 : Dexter : Arthur Mitchell / le tueur de la Trinité
- 2009 : 30 Rock : lui-même
- 2011-2014 : How I Met Your Mother : Jerry, le père de Barney Stinson
- 2013 : Once Upon a Time in Wonderland : le Lapin Blanc (voix)
- 2016 -2019: The Crown : Winston Churchill (11 épisodes)
- 2017 : Trial & Error : Larry Henderson
- depuis 2020 : Perry Mason : Elias Birchard « E.B. » Jonathan
- 2021 : Dexter: New Blood : Arthur Mitchell / le tueur de la trinité
- 2022 : The Old Man : Harold Harper
- 2025 : Dexter: Resurrection : Arthur Mitchell / le tueur de la trinité
- 2026 ou 2027 : Harry Potter : Albus Dumbledore

## Distinctions

### Récompenses
- Emmy Award du meilleur acteur dans une série d'humour en 1996, 1997 et 1999 pour Troisième planète après le Soleil
- Primetime Emmy Awards 1996 : Meilleur acteur dans une série télévisée comique pour Troisième planète après le Soleil
- Screen Actors Guild Awards 1997 : Meilleur acteur dans une série comique pour Troisième planète après le Soleil
- Golden Globes 1997 : Golden Globe du meilleur acteur dans une série télévisée musicale ou comique  pour Troisième planète après le Soleil
- Primetime Emmy Awards 1997 : Meilleur acteur dans une série télévisée comique pour Troisième planète après le Soleil
- Primetime Emmy Awards 1998 : Meilleur acteur dans une série télévisée comique pour Troisième planète après le Soleil
- Screen Actors Guild Awards 1998 : Meilleur acteur dans une série comique pour Troisième planète après le Soleil
- 2005 : Doctorat honoris causa de l'université Harvard[3]
- Golden Globes 2010 : Golden Globe du meilleur acteur dans un second rôle dans une série, une minisérie ou un téléfilm pour Dexter
- Primetime Emmy Awards 2010 : Meilleur acteur invité dans une série dramatique pour Dexter
- 2010 : Emmy Award de la « Meilleure guest star masculine dans une série dramatique » pour Dexter
- Critics' Choice Television Awards 2016 : Meilleur acteur dans un second rôle dans une série dramatique  pour The Crown
- Primetime Emmy Awards 2017 : Meilleur acteur dans un second rôle dans une série télévisée dramatique pour The Crown
- 2017 : Emmy Award du « Meilleur acteur de second rôle dans une série dramatique » pour The Crown
- Screen Actors Guild Awards 2017 : Meilleur acteur dans une série dramatique pour The Crown

### Nominations
- Screen Actors Guild Awards 2017 : Meilleure distribution pour une série dramatique pour The Crown partagé avec Claire Foy, Clive Francis, Harry Hadden-Paton, Victoria Hamilton, Daniel Ings, Billy Jenkins, Vanessa Kirby, Lizzy McInnerny, Ben Miles, Jeremy Northam, Nicholas Rowe, Matt Smith, Pip Torrens et Harriet Walter
- Critics' Choice Television Awards 2021 : Critics' Choice Television award du meilleur acteur dans un second rôle dans une série télévisée dramatique pour Perry Mason[4]
- Golden Globes 2023 : Meilleur acteur dans un second rôle dans une série musicale, comique ou dramatique pour The Old Man

## Voix francophones
En France, Patrick Préjean est la voix française régulière de John Lithgow. Jean-Pierre Leroux et Jean-Jacques Moreau l'ont aussi doublé à cinq reprises.
Au Québec, il est principalement doublé par Guy Nadon.